# تشيس سوي وندرز

### فيلم
كعارضة أزياء، ظهرت في حملة تعاون في مجال الأزياء بين عمتها آنا سوي وباتشيفا هاي في عام 2021. 

تشيس سوي وندرز (مواليد 21 مايو 1996) ممثلة أمريكية.
اشتهرت بأدوارها في مسلسل Generation (2021) على قناة HBO Max،إيما في فيلم الرعب الكوميدي Bodies Bodies Bodies (2022) وكوين هاكيت في المسلسل الكوميدي الساخر
The Studio (2025) على أبل تي في +.

## وقت مبكر من الحياة
وُلدت وندرز في بلومفيلد هيلز، ميشيغان، لأب من أصل صيني وأم من أصل أوروبي. كلا والديها مواطنان أمريكيان. وهي ابنة أخت مصممة الأزياء الأمريكية آنا سوي. التحقت بأكاديمية (Cranbrook Kingswood) خارج ديترويت وتخرجت من جامعة هارفارد بامتياز مع مرتبة الشرف، وتخصصت في دراسات وإنتاج الأفلام، وكتبت في مجلة "The Harvard Lampoon" الفكاهية الجامعية.

## حياة مهنية
بدأت وندرز مسيرتها السينمائية كبطلة ومخرجة مشاركة وكاتبة سيناريو رئيسية في فيلم
A Trivial Exclusion لعام 2009.
كما أخرجت وكتبت فيلمًا روائيًا طويلًا Last Migration في عام 2015.
في عام 2019، لعبت دور البطولة في فيلم الرعب النفسي Daniel Isn't Real بدور ماكايلا.
لعبت وندرز دورًا صغيرًا في فيلم الدراما الكوميدية On the Rocks لعام 2020، من إخراج صوفيا كوبولا.
في عام 2021، انضمت وندرز إلى فريق التمثيل الرئيسي في المسلسل التلفزيوني الدرامي الكوميدي Generation على HBO Max بدور رايلي، وهي طالبة ناضجة مستقلة وواثقة من نفسها في المدرسة الثانوية.
في عام 2022، تعاونت وندرز مع مجلة Vogue China لكتابة وإخراج فيلم قصير بعنوان Wake بطولة نفسها وتشارلز ميلتون.
كعارضة أزياء، ظهرت في حملة تعاون في مجال الأزياء بين عمتها آنا سوي وباتشيفا هاي في عام 2021. 
في عام 2022، واعدت الممثل تشارلز ميلتون.
من ديسمبر 2022 حتى أغسطس 2023، واعدت وندرز زميلها في مسلسل Bodies Bodies Bodies وBupkis، بيت ديفيدسون.
ثم واصلت مواعدة الممثل جو كيري.

## فيلموغرافيا

### فيلم
| سنة  | عنوان | دور                  | ملحوظات                        |
| ---- | --- | -------------------- | ------------------------------ |
| 2009 | استبعاد تافه | تشيس كارتر           | كما عمل كمخرج وكاتب سيناريو    |
| 2015 | الهجرة الأخيرة | سلون ستافورد         | كما عمل كمخرج وكاتب سيناريو    |
| 2018 | سلامي على الأبيض | يطارد                | قصير                           |
| 2019 | دانيال ليس حقيقيا | ماكايلا              |                                |
| 2019 | طلاء الحرب لروح المراهقين                                                                                                | وين                  | قصير                           |
| 2020 | على الصخور | يطارد                |                                |
| 2021 | بو | بو                   | قصير                           |
| 2022 | استيقظ | يونيو                | قصير؛ أيضًا كمخرج وكاتب سيناريو |
| 2022 | أجسام أجسام أجسام | إيما                 |                                |
| 2022 | من اللون الأزرق | أستريد               |                                |
| 2023 | الحياة الماضية | بنت                  | صوت                            |
| 2024 | الموت الصغير | تيلي                 |                                |
| 2025 | أنا أعلم ما فعلته في الصيف الماضي                                                                                        | آفا بروكس            |                                |
| TBA  | style="background: #DDF; color: #2C2C2C; vertical-align: middle; text-align: center; " class="no table-no2"\|سيُعلن لاحقاً | مرحلة ما بعد الإنتاج |                                |

### تلفزيون
| سنة  | عنوان       | دور            | ملحوظات       |
| ---- | ----------- | -------------- | ------------- |
| 2020 | بيتي        | نيكي           | حلقتين        |
| 2021 | جيل         | رايلي          | الدور الرئيسي |
| 2023 | مدينة تحترق | سامانثا سيشارو | الدور الرئيسي |
| 2023 | بوبكيس      | نيكي           | دور متكرر     |
| 2025 | الاستوديو   | كوين هاكيت     | الدور الرئيسي |

## الجوائز والترشيحات
| الجوائز                        | سنة  | فئة | عمل | نتيجة  | Ref. |
| ------------------------------ | ---- | --- | --- | ------ | ---- |
| جوائز أسترا تي في              | 2025 | أفضل ممثلة مساعدة في مسلسل كوميدي                                                                                 | الاستوديو\|style="background: #FFCCCC; color: black; vertical-align: middle; text-align: center; " class="no table-no2"\|رُشِّح | [ 15 ] |      |
| جوائز أسترا تي في              | 2025 | style="background: #FFCCCC; color: black; vertical-align: middle; text-align: center; " class="no table-no2"\|رُشِّح | الاستوديو\|style="background: #FFCCCC; color: black; vertical-align: middle; text-align: center; " class="no table-no2"\|رُشِّح | [ 15 ] |      |
| جوائز جوثام التلفزيونية        | 2025 | style="background: #FFCCCC; color: black; vertical-align: middle; text-align: center; " class="no table-no2"\|رُشِّح | الاستوديو\|style="background: #FFCCCC; color: black; vertical-align: middle; text-align: center; " class="no table-no2"\|رُشِّح | [ 16 ] |      |
| مهرجان نيوبورت بيتش التلفزيوني | 2025 | جائزة التميز | قالب:Honored | [ 17 ] |      |